# Kerrichia nipponica
Kerrichia nipponica är en stekelart som beskrevs av Mason 1962. Kerrichia nipponica ingår i släktet Kerrichia och familjen brokparasitsteklar. Inga underarter finns listade i Catalogue of Life.